# Замок Фотерингей
Замок Фотерингей (англ. Fotheringhay Castle) — ныне не существующий замок, расположенный в одноимённом поселке в 6 км к северу от города Андл, Нортгемптоншир, Англия.
В 1452 году в замке родился король Ричард III, а в 1587 году казнена Мария Стюарт.

## История
Норманнский замок по системе мотт и бейли впервые был возведён на северном берегу реки Нан Симоном де Санлисом, графом Нортгемптоном, около 1100 года.
Внутренний двор замка был защищён валом и рвом.
До 1212 года замок принадлежал Давиду, графу Хантингдону, но затем был конфискован королём Иоанном Безземельным. В начале XIII века владельцем замка стал Уильям Маршал, 1-й граф Пембрук. Впоследствии его владение было передано Ранульфу, графу Честеру. После смерти Джона Шотландского, следующего графа Честера, замок приобрела мать Генриха III. Последний передал замок своему сыну принцу Эдуарду.
Во время Второй баронской войны Фотерингей и замок Честер были переданы Роберту Феррерсу, графу Дерби. Он был их владельцем с 1264 до 1265 года.

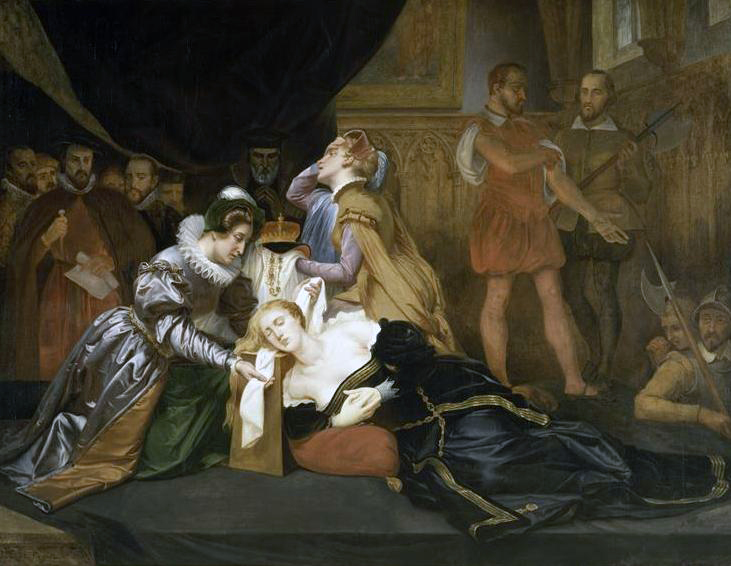
Казнь Марии Стюарт

Королева Мария Стюарт, которая провела большую часть своего 18-летнего заключения в замке Шеффилд, последние дни своей жизни находилась под стражей в замке Фотерингей, где она была осуждена за измену. Марии зачитали приговор накануне казни, и последнюю ночь она молилась в часовне замка. Её казнили в Большом зале 8 февраля 1587 года.
Несмотря на размер и значение, замок начал приходить в упадок во второй половине елизаветинского периода. В 1627 году, вскоре после вступления на английский престол Карла I Стюарта, внука Марии Шотландской, Фотерингей был разрушен и местность расчищена.
Ныне планируются работы по восстановлению замка, так как он считается объектом «национального значения». Сегодня на месте замка нет ничего, кроме земляных работ и остатков фундамента. Фотерингей открыт для посетителей в дневное время. Отсюда открывается великолепный вид на долину реки Нан.

## Упоминания в искусстве
- Песня «Fotheringay», британской группы Fairport Convention. Входит в состав альбома What We Did On Our Holidays (1969).
- Группа Fotheringay, образованная Сэнди Денни после её ухода из Fairport Convention.